# Поздеев, Валентин Германович
Валентин Германович Поздеев (18 февраля 1916, Котельнич, Вятская губерния — 3 марта 2000, Новосибирск, Россия) — главный технолог и главный инженер новосибирского завода «Электросигнал» (1950—1980), лауреат Государственной премии СССР (1978).

## Биография
Родился 18 февраля 1916 года в Котельниче Вятской губернии в семье служащих. В 1938 году окончил Воронежский сельскохозяйственный институт, затем трудился инженером-конструктором на предприятии «Электросигнал» в Воронеже. С началом Великой Отечественной войны эвакуировался в 1941 году вместе с заводом в Новосибирск, продолжив работать в той же должности.
С 1950 года — главный технолог, а позднее и главный инженер предприятия. В 1954 году без перерыва в работе окончил Ленинградский политехнический институт. В 1980—1996 годах — инженер-технолог первой категории.
Умер 3 марта 2000 года в Новосибирске. Похоронен на Гусинобродском кладбище (квартал 4а).

## Награды и премии
Орден «Знак Почёта» (1962) за выполнение правительственного задания; Государственная премия СССР (1978) за разработку техники радиосвязи.